# Georgia-Gopherschildkröte

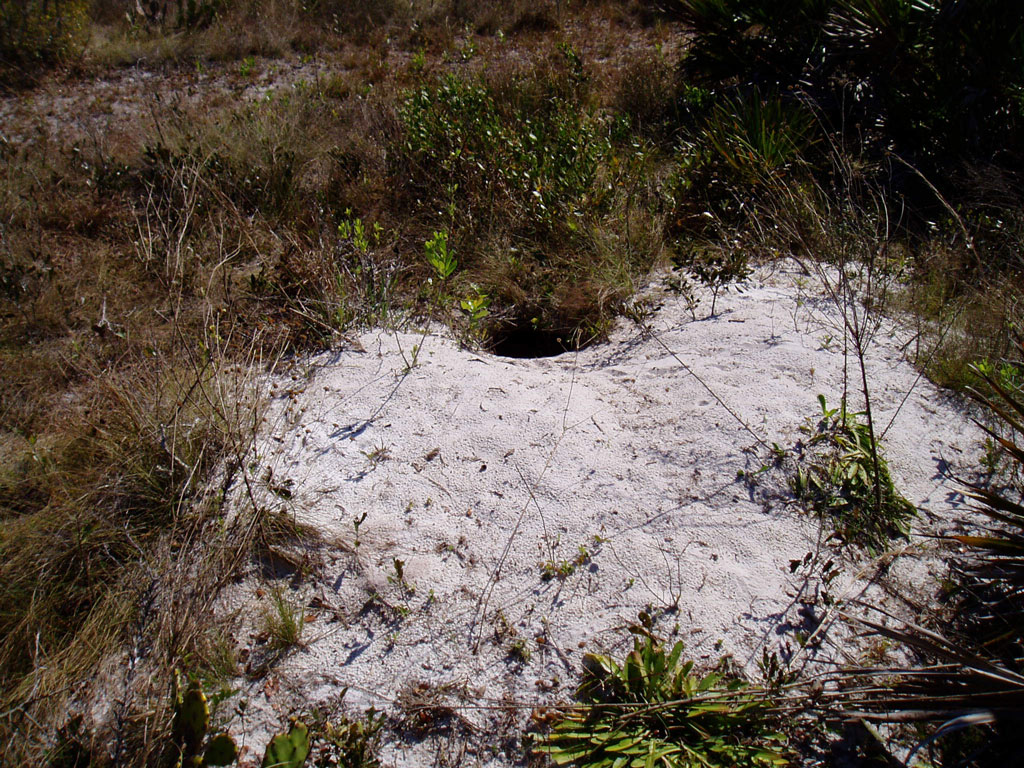
Eingang der Wohnhöhle einer Georgia-Gopherschildkröte

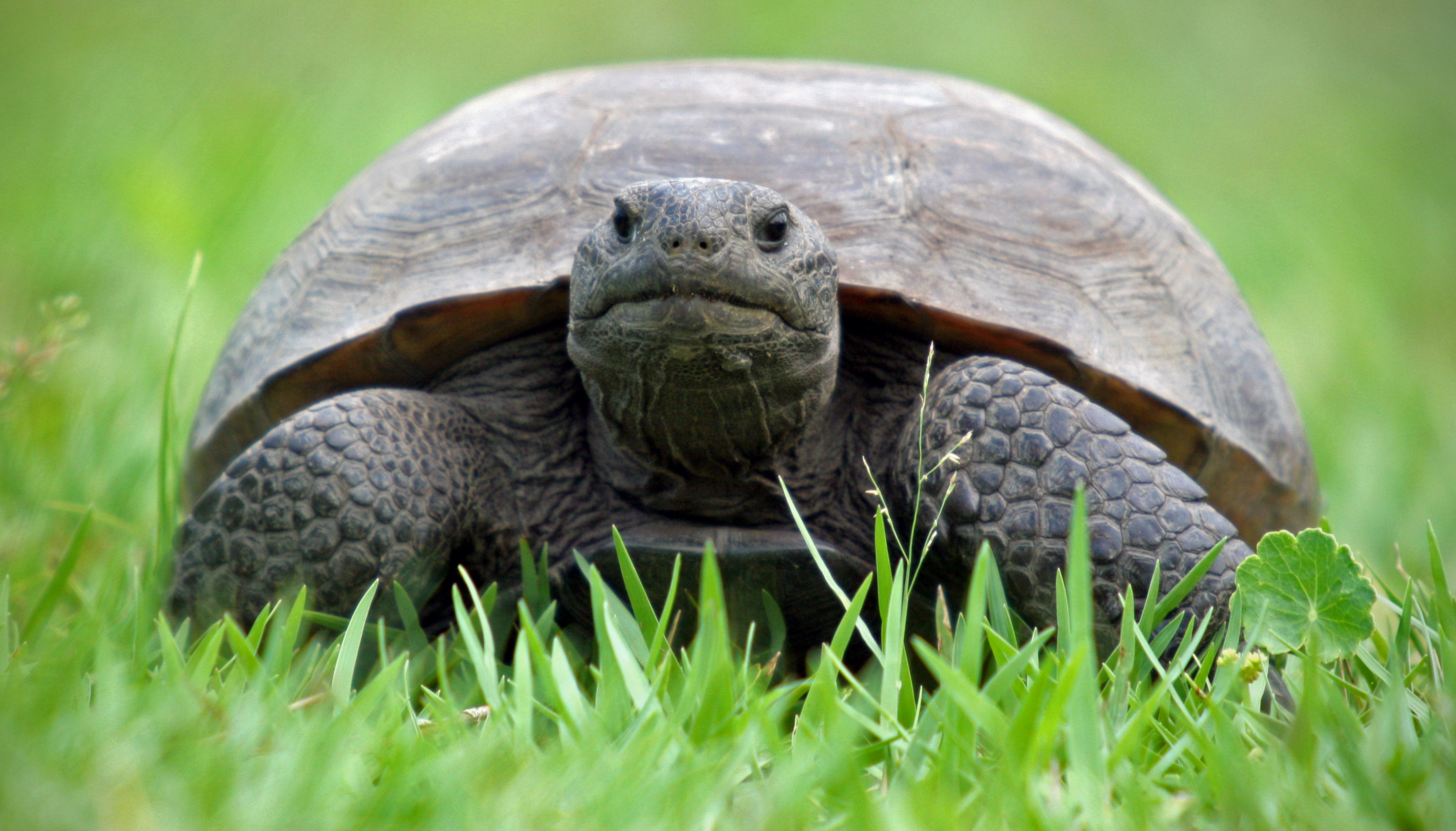
Porträt einer Georgia-Gopherschildkröte

Die Georgia-Gopherschildkröte oder Florida-Gopherschildkröte (Gopherus polyphemus) ist eine Schildkröte aus der Familie der Landschildkröten, die zu den Gopherschildkröten gehört. Ihr Verbreitungsgebiet sind die Küstenebenen im Osten der Vereinigten Staaten. 

## Erscheinungsbild
Die Georgia-Gopherschildkröte ist eine mittelgroße Schildkrötenart. Ausgewachsene Tiere haben eine Carapaxlänge von bis zu 25 Zentimeter und wiegen etwa vier Kilogramm. Ihr Rückenpanzer ist schokoladenbraun, grau oder schwarz. Der Bauchpanzer ist gewöhnlich eine helle Horn- oder Ockerfarbe. Jungtiere kennzeichnen sich durch ihre hellere Panzerfarbe. Männchen unterscheiden sich von den Weibchen durch ihren konkaven Panzer und ihren längeren Schwanz. 

## Verbreitungsgebiet, Lebensraum und Lebensweise
Die Georgia-Gopherschildkröte ist am häufigsten im US-Bundesstaat Florida zu finden. Ihr Verbreitungsgebiet reicht aber bis in die Bundesstaaten Georgia, Alabama und Mississippi. Auch im äußersten Südosten von South Carolina kommen sie vor. Besonders häufig kommt sie in Sumpfkieferwäldern vor. 
Wie alle anderen Gopherschildkröten gräbt die Georgia-Gopherschildkröte zum Teil sehr lange und tiefe Baue. In ihnen halten sie sich den größten Teil des Tages auf. Die Wohnhöhlen finden sich in sandigen Hügeln, Schwemmland, Dünen und Prärie. Außerhalb der Fortpflanzungszeit sind Georgia-Gopherschildkröten Einzelgänger, die jeweils ein verhältnismäßig kleines Revier bewohnen. Innerhalb dieses Reviers graben sie mehrere Wohnhöhlen. Diese Wohnhöhlen dienen einer Vielzahl weiterer Spezies als Zuflucht, womit die Georgia-Gopherschildkröte zu einer sogenannten Schlüsselart wird.

## Lebensweise
Die Georgia-Gopherschildkröte ist eine Pflanzenfresserin. Der größte Teil ihrer Nahrung besteht aus Gras. Sie fressen darüber hinaus aber auch Beeren, Früchte und gelegentlich auch Aas. 
Die Paarungszeit der Georgia-Gopherschildkröte fällt in die Monate April und Mai. Die Weibchen legen zwischen drei und 15 Eier. Die Nistgrube befindet sich meist in der Nähe einer ihrer Baue. Der Zeitraum zwischen Eiablage und Schlupfzeitpunkt der Jungtiere ist abhängig von der Umgebungstemperatur. In der Regel schlüpfen die jungen Schildkröten nach 70 bis 100 Tagen. Ihre Geschlechtsreife erreichen sie im Alter von 10 bis 15 Jahren.

## Bestand
Die Georgia-Gopherschildkröte zählt in den USA zu den bedrohten Tierarten. Zu den Ursachen des Rückgangs zählt unter anderem der Schwund an Sumpfkieferwäldern, die häufig abgeholzt und mit Weihrauch-Kiefern aufgepflanzt werden. Auch die Umwandlung ihres Lebensraumes in menschliche Siedlungen, Weideland und Agrarflächen hat dazu beigetragen, dass sie nur noch in Teilen ihres ursprünglichen Verbreitungsgebietes vorkommt. Hinzu kommt ein Fang für den Tierhandel und als Nahrungsmittel. Angesichts des hohen Alters, in dem die Tiere erst ihre Geschlechtsreife erreichen sowie die geringe Reproduktionsrate stellt die Entnahme von ausgewachsenen Tieren einen deutlichen Eingriff in die Fortpflanzungsfähigkeit einer Population dar. Als weitere Bedrohung kommen die eingeschleppten Feuerameisen hinzu, die vor allem Jungtiere schädigen.

## Nachweise
- Enchanted Forest Nature Sanctuary: Gopher Tortoise
- Savannah River Ecology Laboratory: Gopher Tortoise Fact Sheet
- U.S. Fish & Wildlife Service. Threatened and Endangered Species System (TESS).